# Бланкензее
Бланкензее (нім. Blankensee) — громада в Німеччині, розташована в землі Мекленбург-Передня Померанія. Входить до складу району Мекленбургіше-Зеенплатте. Складова частина об'єднання громад Нойштреліц-Ланд.
Площа — 56,04 км2. Населення становить 1636 ос. (станом на 31 грудня 2020).

## Галерея

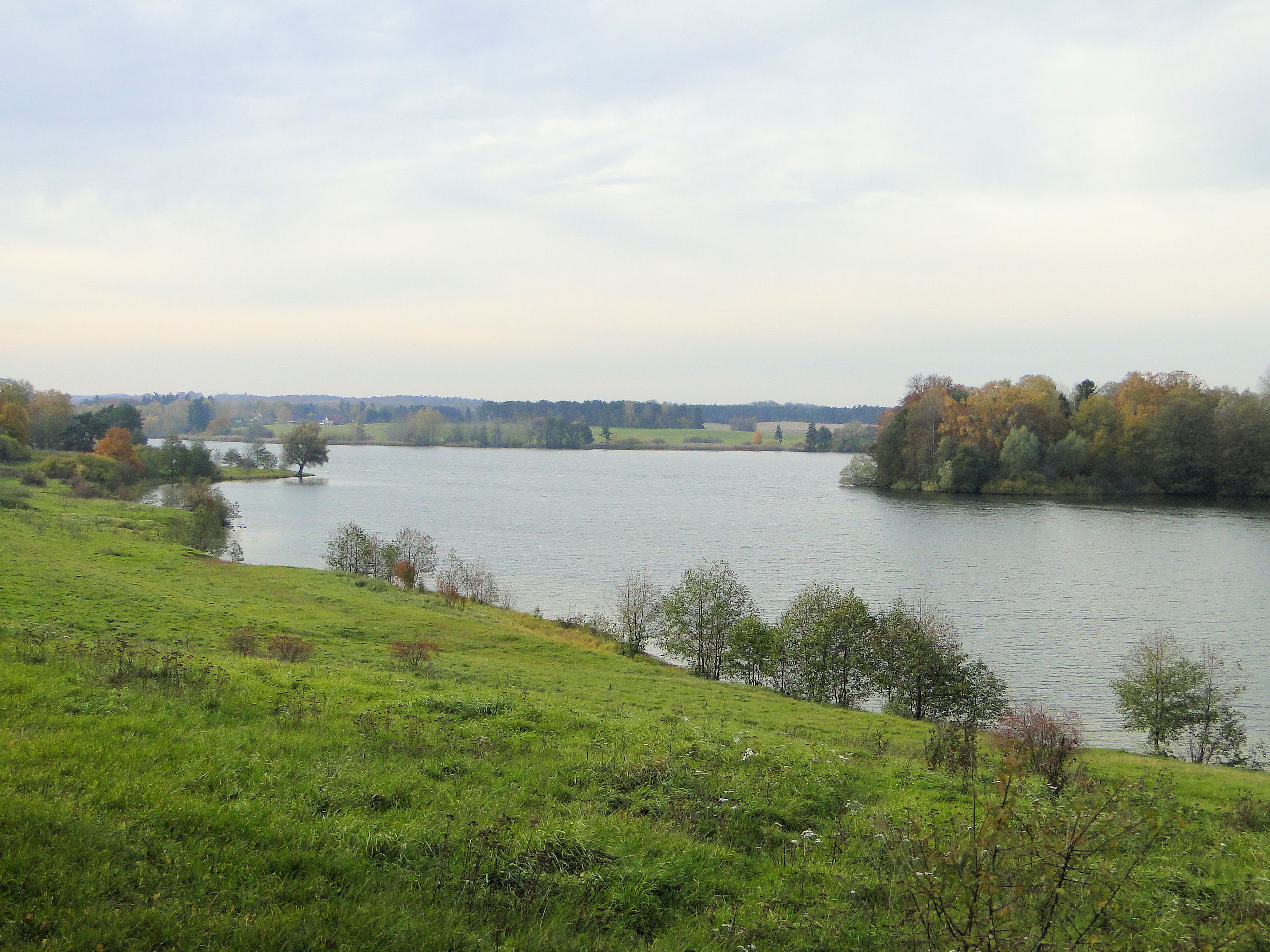